# 斯普林瓦利鎮區 (北達科他州迪基縣)
斯普林瓦利鎮區（英語：Spring Valley Township）是位於美國北達科他州迪基縣的一個鎮區。

## 地方資料
斯普林瓦利鎮區的面積為92.08平方千米，當中陸地面積為86.17平方千米，而水域面積為5.91平方千米。根據2020年美國人口普查的數據，當地共有人口28人，而人口密度為每平方千米0.3人。